# Winfried Richter
Winfried Richter (* 19. Januar 1941) ist ein ehemaliger deutscher Fußballspieler. Das Eigengewächs des 1. FC Kaiserslautern hat von 1959 bis 1963 in der damals erstklassigen Fußball-Oberliga Südwest in 106 Ligaspielen 57 Tore und von 1963 bis 1965, sowie 1969 bis 1971 in der Fußball-Bundesliga 71 Rundenspiele mit 14 Toren für das Team vom Betzenberg absolviert.

## Karriere
Der aus Geiselberg stammende Winfried Richter debütierte im ersten Jahr nach der Ära Fritz Walter, 1959/60, im Oberliga-Kader des 1. FC Kaiserslautern. Beim FCK wurde unter dem alten Walter-Weggefährten Richard Schneider auf Verjüngung aus den eigenen Reihen gesetzt. Neben Richter wurden auch noch Jürgen Neumann, Dieter Pulter, Wolfgang Schnarr und Dieter Schönborn in den Oberligakader aufgenommen. Der schnelle Angreifer lief sogleich am ersten Rundenspieltag, den 16. August 1959, bei einem Auswärtsspiel gegen Eintracht Kreuznach auf. Der 18-Jährige erlebte mit seinen Mannschaftskameraden eine 0:1-Niederlage bei den Blau-Weißen vom Nahetal und machte die Erfahrung, dass der Übergang vom Jugend- in den Seniorenbereich mit Anpassungsproblemen verbunden ist. Am Rundenende belegte der FCK den 5. Rang und der junge Angreifer hatte in 22 Oberligaeinsätzen neun Tore erzielt. Schon bald wurde er zum Torjäger der „Roten Teufel“. Der erste überregionale Erfolg stellte sich im DFB-Pokal des Jahres 1961 ein, als Richter mit den „Roten Teufeln“ in das DFB-Pokalfinale am 13. September in Gelsenkirchen gegen Werder Bremen einzog. Der letzte verbliebene 1954er-Weltmeister Werner Liebrich konnte im Verbund mit Torhüter Schnarr, Gerd Schneider, Pulter, Manfred Feldmüller und Richter den 2:0-Erfolg der Bremen aber nicht verhindern.
Den größten Erfolg feierte Richter mit dem Meisterschaftsgewinn in der Saison 1962/63 in der Oberliga Südwest, seinen dabei erzielten 27 Treffern, der damit verbundenen Teilnahme an der Endrunde um die deutsche Meisterschaft 1963 und der Aufnahme in die neue Fußball-Bundesliga zur Saison 1963/64. In der Torschützenliste im Südwesten hatte er 1963 hinter Dieter Krafczyk vom 1. FC Saarbrücken (29 Tore) den zweiten Rang vor dem Routinier Friedel Trapp (VfR Frankenthal) mit 24 Treffern belegt. Bis zur Gründung der Bundesliga bestritt er 106 Oberligaspiele mit 57 Treffern. Danach war er zwei Jahre, bis 1965, als Bundesligaspieler für den FCK aktiv, wobei die Mannschaft sich meist im unteren Tabellenbereich wiederfand und auch Richter weniger Torerfolge als in Oberligazeiten gelangen. Richter gehört dem Spielerkreis an, welcher am 24. August 1963 die neue Leistungskonzentration im DFB-Bereich zum Laufen brachten. Lautern erreichte mit Mittelstürmer Richter und dem neuen Star Jacobus Prins am Debüttag der Bundesliga, ein 1:1-Auswärtsremis bei Eintracht Frankfurt. Am dritten Spieltag, den 7. September, konnte er sich erstmals bei einem 2:2-Auswärtsremis bei Hertha BSC als Bundesligatorschütze auszeichnen.
1965 ging er dann zum 1. FC Saarbrücken in die zweitklassige Regionalliga Südwest. Mit Manfred Berz, Emil Poklitar, Karl-Heinz Vogt und anderen sorgte er für die Tore, die zweimalige Vizemeisterschaft und das Erreichen der Aufstiegsrunde zur Bundesliga 1966 und 1967. Beide Male gelang jedoch der Aufstieg nicht und Richter nahm 1967 nach insgesamt 56 Regionalligaeinsätzen mit 31 Pflichtspieltoren für den FCS, Abschied aus Saarbrücken und wechselte in die Schweiz zum FC Luzern. Bei dem Team vom Stadion Allmend erreichte er unter Trainer Ernst Wechselberger 1967/68 den sechsten Rang, stieg aber im zweiten Jahr, 1968/69, in die 2. Liga ab.
1969 erfolgte die Rückkehr zum 1. FC Kaiserslautern in die Bundesliga, die nach zwei Jahren und nur 16 Spielen (zwei Tore) beendet war. Am 16. Spieltag der Runde 1970/71 hatte er sich am 28. November 1970 bei einem Auswärtsspiel gegen den MSV Duisburg bei einem Pressschlag mit Vorstopper Detlef Pirsig einen Bruch des Schien- und Wadenbeines zugezogen und beendete nach Rundenende seine Profikarriere.
Er wechselte zusammen mit seinem Lautrer Mannschaftskameraden Dieter Krafczyk nach Kirchenbollenbach zum dortigen Amateurklub und ließ seine Karriere im Amateurbereich ausklingen.

## Nach dem Fußball
Nach dem Karriereende als Fußballer war Winfried Richter im Amt für Umweltschutz in Kaiserslautern tätig.

## Statistik
| Liga                                   | Spiele (Tore) |
| -------------------------------------- | ------------- |
| Bundesliga (I)                         | 071 (14)      |
| Oberliga (I)                           | 106 (57)      |
| Regionalliga (II)                      | 055 (31)      |
| Wettbewerb                             |               |
| Endrunde um die deutsche Meisterschaft | 05 0(0)       |
| DFB-Pokal                              | 09 0(2)       |